# Quinto (kommunhuvudort)
Quinto är en kommunhuvudort i Spanien.   Den ligger i provinsen Provincia de Zaragoza och regionen Aragonien, i den nordöstra delen av landet, 290 km öster om huvudstaden Madrid. Quinto ligger 158 meter över havet och antalet invånare är 2 020.
Terrängen runt Quinto är huvudsakligen platt. Quinto ligger nere i en dal. Runt Quinto är det glesbefolkat, med 12 invånare per kvadratkilometer. Närmaste större samhälle är Fuentes de Ebro, 15,0 km nordväst om Quinto. Trakten runt Quinto består till största delen av jordbruksmark.